# Accident ferroviaire de Velars
L'accident ferroviaire de Velars du 5 septembre 1888 a eu lieu en Côte-d'Or près de Dijon sur la ligne Paris-Marseille, fleuron du réseau du PLM et a causé la mort de neuf personnes. Les conditions dans lesquelles il est survenu ont suscité à la fois des controverses politiques et une réflexion sur l'évolution technique des chemins de fer. Presque au même endroit, soixante-quatorze ans plus tard, se produira un nouvel accident, au bilan beaucoup plus lourd (trente-neuf morts).

## Les lieux
Tracée sur les premiers 288 kilomètres de son parcours le long des vallées de la Seine et de ses affluents, la ligne Paris-Lyon passe dans le bassin versant du Rhône en franchissant le seuil de Bourgogne par le tunnel de Blaisy-Bas. Elle entame alors une longue et sinueuse descente à la pente de 8 mm/m sur vingt-six kilomètres, surplombant en majeure partie la vallée de l'Ouche, jusqu'à Dijon. L'accident a eu lieu après la sortie sud du tunnel de Blaisy-Bas, au kilomètre 303, entre les gares de Mâlain et de Velars.

## L'enchainement des évènements
Les circonstances de l'accident, survenu vers 2 h 20 du matin, illustrent bien le plus courant des risques de suraccident affectant les chemins de fer. Il est en effet le résultat d'un déraillement, suivi presque immédiatement après d'une collision entre deux trains de voyageurs à tranches multiples, l'express no 11 venant de Paris et se dirigeant vers Genève par Culoz, et le rapide no 276 venant d'Italie par Modane et remontant à Paris par Mâcon. La relation des faits a présenté une certaine confusion dans la presse de l'époque, que ses moyens d'investigation et de transmission de l'information encore limités ont souvent conduite à reproduire les récits erronés des mêmes correspondants. Ainsi, selon les premières versions figurant dans nombre de journaux, c'est d'abord le train no 276 qui aurait déraillé et aurait ensuite été heurté par le no 11, alors qu'en réalité il est vite apparu que c'était l'inverse qui s'était produit.
Le train no 11 était parti de Paris à 21 h 25 pour Genève. Il était composé d'une machine avec son tender, suivis de onze véhicules : un fourgon de tête, une voiture de 2e classe, une de 1re, une voiture-lits, une autre voiture de 2e, un fourgon, deux voitures de 1re, deux wagons-poste et un fourgon de queue. Il venait de franchir le tunnel de Blaisy-Bas lorsque vers 2 h 20, dans une courbe à gauche de 1 000 mètres de rayon s'amorçant environ 1,5 kilomètre avant la gare de Velars, sa locomotive quitta les rails. Elle roula sur une cinquantaine de mètres dans l'entrevoie, jusqu'au moment où survint en sens inverse sur la voie 2 le train no 276 venant d'Italie, composé de neuf voitures avec en tête deux fourgons et une voiture-salon, dont elle prit en écharpe la machine, la projetant, ainsi que son tender, sur le remblai côté vallée où ils se renversèrent alors que derrière eux, le premier fourgon venait buter sur l'obstacle et retombait perpendiculairement aux rails. Le second fourgon, la voiture-salon et les trois voitures suivantes déraillèrent et s'inclinèrent, mais les trois véhicules de queue demeurèrent sur les rails.
Après le choc, la locomotive du train no 11, rejetée à gauche, traversa la voie 1 sur laquelle elle avait déraillé, et finit sa course en se couchant sur le remblai côté amont, suivie par son tender, qui bascula et après rupture des barres d'attelage, vint la chevaucher. Butant sur cette masse métallique, les voitures de tête du convoi se télescopèrent, et sous l'effet des forces opposées engendrées par le contrecoup de l'impact et par l'énergie cinétique de la descente, celle de 2e classe située au milieu fut soulevée et retomba en travers de la voie, où sa caisse en bois fut broyée par la voiture-lits de 17 tonnes qui la suivait, alors qu'en queue du train les quatre derniers véhicules restaient sur les rails.

## Les secours
Sur les lieux de l'accident, les poteaux du télégraphe avaient été fauchés, et les dépêches permettant de suivre le passage des trains d'un canton à l'autre du block-système ne pouvaient plus circuler. Cependant, l'agent de permanence à Velars fut alerté par le fracas de la collision, et constatant que le train 11 déjà annoncé ne passait pas, il réveilla son chef de gare. Celui-ci avait à peine commencé à remonter les voies vers Mâlain dans la nuit qu'il rencontra le chauffeur du train 11, parti annoncer la catastrophe malgré ses graves blessures. La gare de Dijon en fut aussitôt avertie et entreprit d'organiser les secours.
Sur l'autre versant de la vallée de l'Ouche, des ouvriers travaillant à la construction du monument à Notre-Dame d'Étang avaient été eux aussi réveillés par l'écho de l'accident. Ils descendirent au village de Velars, où sur l'appel du tocsin, toutes les personnes disponibles s'empressèrent d'aller prêter une première assistance aux victimes, dont certaines avaient déjà pu recevoir des soins d'urgence par un médecin militaire voyageant dans le train no 276.
Un premier train de secours formé à Dijon arriva sur les lieux à 5 heures. Il amenait des engins de levage et de déblaiement, du matériel sanitaire, ainsi que des hommes d'équipe, des brancardiers, des médecins et le directeur du PLM, Gustave Noblemaire. Celui-ci voyageait dans un train suivant le 276, venant de Berne par Pontarlier et puisqu'il était bloqué par l'accident à Dijon, il avait décidé de prendre lui-même la tête des opérations.
Un second train fut par la suite envoyé à huit heures, transportant les principales autorités administratives et judiciaires concernées par l'évènement : le préfet de Côte-d'Or, le maire de Dijon, un juge d'instruction et des substituts du procureur de la République, ainsi que d'autres médecins civils et militaires. Il redescendit à Dijon en convoyant les morts et les blessés. Ceux-ci furent répartis entre l'hôpital et trois hôtels, où ils furent soignés par des médecins de ville.
Dans l'attente du rétablissement de la circulation, la compagnie organisa en urgence des transbordements de fortune à l'aide des trains retenus en amont et en aval de la coupure de la ligne, après que leurs voyageurs eurent traversé à pied le lieu de l'accident. Ainsi, ceux du train 13 Paris-Marseille, qui suivait le Paris-Genève et avait été à temps arrêté en pleine voie, durent-ils le quitter  avant de retrouver à Velars un convoi les menant à Dijon. Ils furent remplacés dans la rame repartant en sens inverse par ceux du train 276, qui parvinrent à Paris vers 14 heures, soit avec sept heures de retard.
Travaillant sans relâche, les ouvriers purent poser dès midi une voie de chantier permettant l'évacuation des débris. Le télégraphe fut rétabli vers 14 heures. Ainsi, après mise en place d'un système de pilotage, un premier train venant de Paris put-il circuler à 17 h 20 sur une voie unique temporaire. Les machines et les carcasses des voitures non encore évacuées avaient été recouvertes de bâches. Il fallut encore une dizaine de jours pour les redresser, les remonter jusqu'à la plateforme de la voie, et les remettre sommairement en état de rouler sur les rails jusqu'à Dijon.

## Le bilan
L'accident provoqua la mort de M. Stengel, mécanicien du train 11 retrouvé coincé sous sa machine la main crispée sur le régulateur, et de sept des voyageurs occupant la voiture de 2e classe écrasée, dont trois membres d'une même famille. Une neuvième victime se penchait par la portière de son compartiment de 1re classe, alertée par le déraillement, lorsqu'elle fut décapitée dans le choc avec le train croiseur.
On a également recensé douze blessés, dont huit graves, parmi lesquels le conducteur-chef et le chauffeur du train 11. Éjectés dans les vignes bordant la voie, le mécanicien et le chauffeur du 276 furent seulement contusionnés, comme son conducteur, choqué, mais presque indemne dans son fourgon détérioré.
En ce qui concerne les dégâts matériels, on estima à 500 000 francs la perte causée par la destruction des deux machines et de leurs tenders ainsi que de huit voitures.

## Les causes
Si la presse quotidienne s'est longuement répandue en détails sur la vie professionnelle et familiale des victimes, les mutilations ayant provoqué leur mort et le déroulement de leurs obsèques, elle est restée plutôt vague et confuse sur les causes de la catastrophe, qui, il est vrai, demeuraient incertaines compte tenu des versions contradictoires circulant les premiers jours.
Ainsi, des récits de l'accident ont souvent fait état du déraillement de la locomotive du train 11 sur une voie en travaux dégarnie de son ballast. Il semble que cette explication ait été inspirée par Joseph Reinach, à l'époque rédacteur en chef de La République française. Bloqué à Dijon par l'accident, il avait été transbordé dans un train pour Paris après avoir traversé à pied le lieu de la collision, et mécontent de la gestion de la situation par le PLM, en avait envoyé au Petit Parisien en se prévalant de sa qualité de journaliste une relation polémique, prétendant notamment que la voie était en travaux, sans ballast, et qu'alors que tous les trains devaient circuler sur le chantier à 6 km/h, le 11 roulait une vitesse excessive, son mécanicien n'étant accompagné d'aucun surveillant, contrairement à la réglementation.
À l'inverse, le directeur des chemins de fer au ministère des Travaux publics, Jules Lax, inspecteur des Ponts-et-chaussées, affirma que «la voie était en parfait état», et que si le train a déraillé, «c'est un malheur, mais que rien ne pouvait faire prévoir, qu'aucune précaution n'eût empêché», en imputant cet évènement à «un cahot un peu brusque», une pierre, ou toute autre cause hypothétique.
En réalité, l'étude attentive des lieux a permis de constater que le train no 11 circulait à sa vitesse normale, soit environ 70 km/h, mais que si la voie n'était pas en chantier à l'endroit de l'accident, elle n'en présentait pas moins une anomalie susceptible d'expliquer le déraillement.

### Une vitesse normale
Bien que l'ordonnance du 15 novembre 1846 sur la police, la sûreté et l'exploitation des chemins de fer ait donné compétence pour fixer la vitesse limite des trains de voyageurs au ministre des travaux publics, celui-ci n'avait pas jugé opportun de le faire, laissant aux compagnies le soin d'établir leurs marches par catégories, sections de ligne, etc.. Pour le PLM, la vitesse des trains de voyageurs dans les déclivités de moins de 10 mm/m, comme celle de Velars avait été limitée à 72 km/h. À l'époque, il n'existait pas de compteur de vitesse sur les locomotives, et les mécaniciens devaient donc la calculer approximativement, à l'aide d'une montre régulateur généralement fournie par la compagnie, en observant le défilement des poteaux kilométriques, mais sur la section de Blaisy à Dijon où avait eu lieu l'accident, existait depuis 1879 un dispositif électrique de contrôle de la vitesse des trains, qui ne révéla rien d'anormal dans l'allure du no 11. La présence du directeur de la compagnie aux obsèques du mécanicien Stengel, et son discours rendant un hommage solennel à ses qualités témoignèrent d'ailleurs clairement qu'aucune erreur ne pouvait lui être imputée.

### Une voie déformée
Des investigations officieuses immédiatement effectuées par les services du PLM, il ressortait que le déraillement avait eu lieu sur une voie «légèrement déformée en forme d'un S sur une certaine longueur, les deux rails restant néanmoins parallèles». Dans un communiqué, la compagnie indiquait qu'il était impossible de déterminer précisément le moment où la voie s'était déplacée, le situant ou bien lors du passage du train 11, ou bien de celui d'un des quatre express qui l'avaient précédé entre minuit et deux heures.
Cette constatation fut reprise à son compte par le haut fonctionnaire du service de contrôle de l'État chargé de l'enquête officielle sur l'accident, l'inspecteur des mines Paul Worms de Romilly. Dans un premier compte-rendu au ministre des Travaux publics, il mentionnait sur une longueur de 80 mètres, à l'endroit où la locomotive avait déraillé, « un infléchissement en forme curviligne dont la flèche atteint, dans sa plus grande largeur, 26 centimètres, par rapport à la direction normale de la voie ». Abandonnant le langage technique pour des explications en termes plus courants, il précisait ensuite que sans que le parallélisme des rails en soit affecté, la voie 1 s'était déplacée, l'entrevoie, en principe de 2,07 mètres étant passé à 2,33 mètres, phénomène de ripage qu'il qualifiait de «fait curieux». Toutefois, sans indiquer si cette déformation avait joué un rôle déterminant, dans son rapport définitif rendu le 2 octobre 1888, il se borna à imputer le déraillement à un mouvement de lacet renvoyant alternativement la locomotive d'un côté à l'autre de la voie, jusqu'à lui faire quitter les rails.

## Les suites

### Judiciaires
Bien que pour se défendre de toute faute le PLM ait laissé planer le doute sur le moment où avait eu lieu la déformation de la voie, il semblait qu'en réalité elle n'était pas récente et que le mauvais état de cette portion était déjà connu. En effet, selon des témoignages recueillis par la presse, le mécanicien du train 7, passé à 23 h 30 avait ralenti par précaution, et les voyageurs du train 121, avaient ressenti des secousses les faisant parfois chuter, ce dont ils s'étaient plaints en vain à leur arrivée en gare de Dijon à 2 h 15.
Toutefois, à l'époque, les défaillances purement techniques étaient encore considérées comme des aléas normaux du fonctionnement des chemins de fer, imputables à la fatalité. M.Worms de Romilly avait donc conclu à l'issue de son enquête que l'accident «ne pouvait être prévu», et que tous les services de la compagnie avaient «fait leur devoir». Cette appréciation coïncidait opportunément avec celle des autorités judiciaires, qui après s'être rendues sur les lieux de l'accident n'avaient engagé aucune poursuite pour homicide ou blessure.
L'absence d'incrimination pénale n'exonérait cependant pas la compagnie de sa responsabilité civile à l'égard des victimes et de leurs proches. Sans même attendre d'être assignée, elle leur proposa donc des réparations amiables, qui furent acceptées par toutes, sauf deux, la famille du mécanicien Stengel, et celle d'un voyageur, M. Cachelou, receveur de l'enregistrement au Havre. Celles-ci saisirent le tribunal de commerce de Dijon, qui statua le 20 juillet 1889 sur l'indemnisation de la veuve du mécanicien, de son fils mineur et de sa belle mère, et le 11 janvier 1890 sur la demande de la veuve Cachelou et de ses trois enfants mineurs, en leur attribuant, selon le cas, des indemnités en capital ou en pensions viagères.

### Politiques
L'évènement eut une répercussion aux niveaux les plus élevés des pouvoirs publics.
À la Chambre des députés, il provoqua une double effervescence. D'une part il fut à l'origine d'un grave accrochage lorsque M.Numa Gilly, député socialiste du Gard, faisant allusion au scandale des décorations survenu moins d'un an auparavant, accusa les membres de la commission du budget d'avoir été achetés par les compagnies de chemin de fer, et leur imputa une part de responsabilité, visant plus spécialement M.David Raynal, ancien ministre des travaux publics du gouvernement Ferry. 
D'autre part, il suscita la création d'une sous-commission de trois personnes présidée par Eugène Delattre, chargée de l'examen d'une proposition de loi sur la sécurité publique dans les chemins de fer déposée par celui-ci, qui adressa au ministère des travaux publics de multiples demandes de mesures d'urgence telles l'essai sur les voies ferrées de tous les systèmes connus pour éviter les accidents, la surveillance obligatoire de nuit des voies qu'une circulaire autorisait les compagnies à supprimer, et l'étude d'un dispositif d'alarme comprenant un sifflet strident se déclenchant en cas d'accident. Bien que relayée par la presse, cette agitation resta sans effet. Des fins de non recevoir furent également opposées aux demandes de communication des dossiers judiciaire et administratif de l'accident adressées au nom de la sous-commission à MM. Ferrouillat, ministre de la justice, et Deluns-Montaud, ministre des travaux publics.
Le gouvernement avait saisi le comité de l'exploitation technique des chemins de fer d'une demande d'avis sur les mesures susceptibles d'éviter qu'un tel accident ne se renouvelle. Sur le rapport du Ministre des travaux publics, il examina le 11 octobre 1888 lors d'un conseil de cabinet, la délibération prise par cette instance, préconisant notamment diverses modifications de l'assiette de la voie afin d'améliorer sa stabilité dans les descentes rapides.
Le président de la République, Sadi Carnot, élu quelques mois plus tôt, tint à témoigner de sa sollicitude à l'égard des victimes en allant le 10 octobre 1888 lors de son voyage à Dijon visiter les blessés encore hospitalisés dans cette ville.

### Techniques
Dans l'émoi soulevé par l'accident, commentaires et propositions affluèrent d'horizons divers en vue d'améliorer la sécurité. Ainsi, pour éviter les sur-accidents, un lecteur du Figaro proposait-il de doter tous les agents du chemin de fer de feux de Bengale rouges à utiliser en cas d'urgence. De même, puisque le «sleeping-car» de la Compagnie des wagons-lits, plus lourd, avait parfaitement résisté  au choc, on suggéra d'étendre ses principes de construction à l'ensemble des voitures de voyageurs.
L'accident a surtout été à l'origine d'une réflexion sur la solidité des voies ferrées. Il a en effet tragiquement confirmé que leur armement n'était plus adapté à l'évolution du poids, de la rapidité et de la fréquence des trains. Dès le 7 septembre, Henri Rochefort en faisait le constat dans un éditorial caustique de son journal l'Intransigeant, où il dénonçait cette insuffisance. Toutefois, si la principale faiblesse mise en évidence par l'évènement concernait la résistance de la voie, elle devait par contrecoup susciter aussi des réflexions sur un autre élément essentiel susceptible de l'affecter : la conception des engins de traction.

#### La résistance de la voie
Dès les origines du chemin de fer, on avait pu observer que quelle que soit la solidité de la plateforme sur laquelle elles sont établies, les voies subissent lors du passage des convois des contraintes leur imprimant des mouvements compromettant à la longue leur stabilité et nécessitant une surveillance et un entretien réguliers. L'accident confirmant une fois de plus l'inquiétant accroissement de leur fatigue avec l'intensification du trafic, le comité de l'exploitation technique des chemins de fer, saisi peu après, préconisa leur renforcement, notamment sur les portions les plus sollicitées.
Les modifications concernèrent en premier lieu les rails, facteurs essentiels de la qualité et de la sécurité du roulement, pour lesquels le PLM faisait déjà figure de précurseur. Après avoir substitué en 1868 l'acier au fer dans la composition des rails, la compagnie en avait une première fois augmenté la longueur et le poids en 1883, passant de barres de 6 m de long pesant 39 kg au mètre à de nouvelles, longues de 12 m et pesant 43,5 kg/m. En 1889, elle opta pour un nouveau rail de 47 kg au mètre, avec champignon plus large, alors que les autres compagnies s'en tenaient encore à des valeurs inférieures.
L'accident fut aussi l'occasion de s'interroger à nouveau sur le choix du matériau constituant les traverses, d'aucuns estimant que par rapport au bois, le métal présentait entre autres avantages celui de garantir une meilleure stabilité latérale. Le débat ne se cantonna pas au seul milieu des techniciens, et fut même ouvert dans la presse quotidienne. Ainsi, deux numéros du journal Le Matin traitèrent-ils successivement des arguments pour et contre la traverse métallique. Toutefois, les réseaux français, à la différence de leurs homologues étrangers, notamment allemands, restèrent réticents à y recourir.

#### La configuration des machines
Les deux trains en cause dans l'accident étaient remorqués par des locomotives du type 121 (à deux grandes roues motrices accouplées, encadrées par un essieu porteur avant et arrière). Cette configuration semblait être encore la norme la plus courante à l'époque pour les machines dites «de vitesse» , et avait également été retenue pour deux nouveaux prototypes étudiés par le PLM en 1887, les 121 C 1 et C 2. Toutefois, les progrès enregistrés dans l'analyse des efforts exercés sur les voies montraient clairement que dans un train c'était le premier essieu qui exerçait la plus forte contrainte sur le rail extérieur des courbes, et que le très faible jeu laissé aux essieux porteurs, en ne favorisant pas l'inscription des machines, s'avérait agressif pour la voie. Pour mieux garantir sa stabilité, une étude d'un ingénieur du PLM publiée dans la Revue générale des chemins de fer quelques mois avant l'accident avait d'ailleurs conclu qu'il était souhaitable d'adopter le «bogie américain» sur les machines de vitesse, c'est-à-dire les doter d'un bissel directionnel. Par la suite, M. Worms de Romilly, relatant des essais faits sur le PLM en 1889 et 1890, se prononça lui aussi en faveur de machines à bogie et essieux accouplés, afin notamment d'éviter les phénomènes de lacet et de ripement.
C'est seulement en 1892 que le PLM se dotera de deux premiers prototypes à bogie, les C 11 et 12, de type 220, qui compte tenu de leur meilleure tenue en ligne servirent de modèle pour la transformation de nombreuses autres machines et pour la mise au point des fameuses «coupe-vent».